# Mohammed Malallah
Mohamed Malallah Hassan Malallah Mohamed (in arabo محمد مال الله حسن مال الله‎?; Al-Khaleej, 1º aprile 1984) è un ex calciatore emiratino, di ruolo attaccante.